# Peter Bailly
Peter Bailly (* 12. Juni 1900 in Eschweiler; † 23. Oktober 1981 in Dinslaken) war ein deutscher  Kommunalpolitiker und ehrenamtlicher Landrat (SPD).

## Leben und Beruf
Nach dem Schulbesuch und einer Ausbildung zum Schweißer und Schlosser war er bei verschiedenen Firmen in Dinslaken beschäftigt. Ab 1930 war er beim städtischen Wohlfahrtsamt tätig. 1933 wurde er entlassen und in Schutzhaft genommen. Anschließend war er als Kraftfahrer tätig. 1935 erfolgte eine erneute Verhaftung und eine Verurteilung zu 2 Jahren Zuchthaus. Von 1942 bis 1945 war Bailly Soldat. Anschließend bis 1964 war er Angestellter beim Arbeitsamt Dinslaken.
Er war verheiratet und hatte ein Kind.

## Abgeordneter
Dem Kreistag des ehemaligen Kreises Dinslaken gehörte er von 1964 bis zur Gebietsreform am 31. Dezember 1974 an. Außerdem gehörte er dem Stadtrat der Stadt Dinslaken von 1946 bis 1948 und von 1952 bis 1972 an. 

## Öffentliche Ämter
Vom 19. Oktober 1964 bis zum 31. Dezember 1974 war er Landrat des Kreises Dinslaken.
Bailly war in verschiedenen Gremien des Landkreistages Nordrhein-Westfalen tätig.

## Auszeichnungen
1971 wurde Bailly das Bundesverdienstkreuz 1. Klasse verliehen.